# أشورن
أشورن (بالإنجليزية: Äschhorn)‏ هو أحد جبال سلسلة جبال الألب بينيني وجزء من القمة الأم فيشورن يقع في كانتون فاليز، سويسرا. يبلغ ارتفاع الجبل حوالي 3669 متر، بينما يبلغ ارتفاع نتوء الجبل 47 متر.